# Ambassade de France en Géorgie
L'ambassade de France en Géorgie est la représentation diplomatique de la République française auprès de la république de Géorgie. Elle est située à Tbilissi, la capitale du pays, et son ambassadrice est, depuis 2022, Sheraz Gasri.

## Ambassade
Elle accueille la chancellerie, le consulat, le service de presse, le service de coopération et d'action culturelle et supervise l'Institut français de Géorgie ; une mission de défense et un service de sécurité intérieure lui sont adjoints; elle fonctionne en relation avec une délégation de l'Office français de l'immigration et de l'intégration situé à Tbilissi et avec un service économique situé à Bakou. 

## Histoire
Le 21 août 1992, la France reconnait l'indépendance de la Géorgie et ouvre une ambassade située à Moscou, dirigée par Pierre Morel. En 1993, Bernard Fassier est le premier ambassadeur français en résidence à Tbilissi, rue Goguébachvili. En juin 2011, l'ambassade est transférée dans le quartier résidentiel de la capitale géorgienne, à Krtsanissi.

## Ambassadeurs de France en Géorgie
| De   | À    | Ambassadeur          |
| ---- | ---- | -------------------- |
| 1992 | 1993 | Pierre Morel         |
| 1993 | 1997 | Bernard Fassier      |
| 1997 | 2003 | Mireille Musso       |
| 2003 | 2004 | Salomé Zourabichvili |
| 2004 | 2007 | Philippe Lefort      |
| 2007 | 2012 | Éric Fournier        |
| 2012 | 2016 | Renaud Salins        |
| 2016 | 2019 | Pascal Meunier       |
| 2019 | 2022 | Diégo Colas          |
| 2022 | auj. | Sheraz Gasri         |

## Consulat

### Communauté française
Au 31 décembre 2016, 376 Français sont inscrits sur les registres consulaires en Géorgie.
| 2001 | 2002 | 2003 | 2004 |
| ---- | ---- | ---- | ---- |
| 80   | 101  | 127  | 147  |

| 2005 | 2006 | 2007 | 2008 |
| ---- | ---- | ---- | ---- |
| 136  | 172  | 184  | 238  |

| 2009 | 2010 | 2011 | 2012 |
| ---- | ---- | ---- | ---- |
| 250  | 217  | 264  | 278  |

| 2013 | 2014 | 2015 | 2016 |
| ---- | ---- | ---- | ---- |
| 313  | 306  | 326  | 376  |

### Circonscriptions électorales
Depuis la loi du 22 juillet 2013 réformant la représentation des Français établis hors de France avec la mise en place de conseils consulaires au sein des missions diplomatiques, les ressortissants français d'une circonscription recouvrant l'Arménie et la Géorgie élisent pour six ans un conseiller consulaire. Ce dernier a trois rôles : 
1. il est un élu de proximité pour les Français de l'étranger ;
2. il appartient à l'une des quinze circonscriptions qui élisent en leur sein les membres de l'Assemblée des Français de l'étranger ;
3. il intègre le collège électoral qui élit les sénateurs représentant les Français établis hors de France.

Pour l'élection à l'Assemblée des Français de l'étranger, la Géorgie appartenait jusqu'en 2014 à la circonscription électorale de Moscou, comprenant aussi l'Arménie, l'Azerbaïdjan, la Biélorussie, la Géorgie, le Kazakhstan, le Kirghizistan, la Moldavie, l'Ouzbékistan, la Russie, le Tadjikistan, le Turkménistan et l'Ukraine, et désignant un siège. La Géorgie appartient désormais à la circonscription électorale « Europe centrale et orientale » dont le chef-lieu est Varsovie et qui désigne trois de ses 19 conseillers consulaires pour siéger parmi les 90 membres de l'Assemblée des Français de l'étranger.
Pour l'élection des députés des Français de l’étranger, la Géorgie dépend de la 11e circonscription.

### Visas court séjour pour les ressortissants géorgiens
Depuis le 28 mars 2017, les citoyens géorgiens munis d’un passeport biométrique peuvent se rendre dans l’espace Schengen sans visas pour des séjours de moins de 90 jours : certaines conditions sont néanmoins à remplir.

## Francophonie
Faisant suite au centre culturel Alexandre Dumas, l'Institut français de Géorgie œuvre particulièrement dans le domaine de la Francophonie, ainsi que l'École française du Caucase et la Chambre de commerce et d'industrie France-Géorgie. 
En octobre 2012, l'ambassadeur Renaud Salins annonce la création d'un Fonds pour la Promotion de l'Enseignement de la Langue française en Géorgie, destiné aux écoles publiques géorgiennes : il est depuis poursuivi avec l'aide de partenaires publics et privés.